# Грифув-Шльонський
Грифув-Шльонський (пол. Gryfów Śląski, нім. Greiffenberg) — місто в південно-західній Польщі, на річці Квіса.
Належить до Львувецького повіту Нижньосілезького воєводства.

## Демографія
Демографічна структура станом на 31 березня 2011 року:
|          | Загалом | Допрацездатний вік | Працездатний вік | Постпрацездатний вік |
| -------- | ------- | ------------------ | ---------------- | -------------------- |
| Чоловіки | 3363    | 590                | 2430             | 343                  |
| Жінки    | 3733    | 590                | 2187             | 956                  |
| Разом    | 7096    | 1180               | 4617             | 1299                 |